# Far (альбом Регіни Спектор)
Far — п'ятий студійний альбом Регіни Спектор, випущений лейблом Sire Records. Реліз відбувся 22 червня 2009 року в Європі та 23 червня 2009 року в Північній Америці.
Записуючи альбом, Регіна Спектор співпрацювала з декількома продюсерами: Майком Елізондо, Джекнайфом Лі, Девідом Каном та колишнім лідером Electric Light Orchestra Джеффом Лінном. Вона порівнювала створення альбому із заняттями, тож бажала «брати уроки в декількох професорів».

## Треклист
Автор музики й слів усіх композицій — Регіна Спектор.
1. The Calculation — 3:11
2. Eet — 3:52
3. Blue Lips — 3:34
4. Folding Chair — 3:35
5. Machine — 3:55
6. Laughing With — 3:17
7. Human of the Year — 4:07
8. Two Birds — 3:18
9. Dance Anthem of the 80's — 3:43
10. Genius Next Door — 5:06
11. Wallet — 2:28
12. One More Time with Feeling — 3:59
13. Man of a Thousand Faces — 3:11

Бонус-треки у версії Deluxe Edition:
1. Time Is All Around — 3:06
2. The Sword & the Pen — 3:48

Бонус-треки у версії iTunes Store:
1. Riot Gear — 2:06
2. The Flowers (Live, Begin to Hope Tour) — 4:04

## Відео
Було випущено чотири музичні відео, режисером яких стала дочка Тома Петті — Адріа Петті:
- Laughing With[2]
- Eet[3]
- Dance Anthem of the '80s[4]
- Man of a Thousand Faces[5]

## Чарти
Far увійшов до UK Albums Chart під номером 30. Альбом був проданий у кількості 50 000 примірників за перший тиждень, посівши третє місце в Billboard 200, та протримався в цьому рейтингу 19 тижнів. У Canadian Albums Chart альбом досяг шістнадцятого місця.